# توني وليامز (موسيقي)
توني وليامز (بالإنجليزية: Tony Williams)‏ هو موسيقي ومغني أمريكي، ولد في 5 أبريل 1928 في إليزابيث في الولايات المتحدة، وتوفي في 14 أغسطس 1992 في نيويورك في الولايات المتحدة بسبب نفاخ رئوي.

## وصلات خارجية
- توني وليامز على موقع IMDb (الإنجليزية)
- توني وليامز على موقع ميوزك برينز (الإنجليزية)
- توني وليامز على موقع ديسكوغز (الإنجليزية)
- توني وليامز على موقع ديسكوغز (الإنجليزية)